# 青田站
青田站是位于浙江丽水市青田县瓯南街道的一个铁路车站，为三等站，1997年启用。改建后的青田站于2015年12月26日在金丽温高铁开通后启用，届时站台规模有两台五线。

## 概要

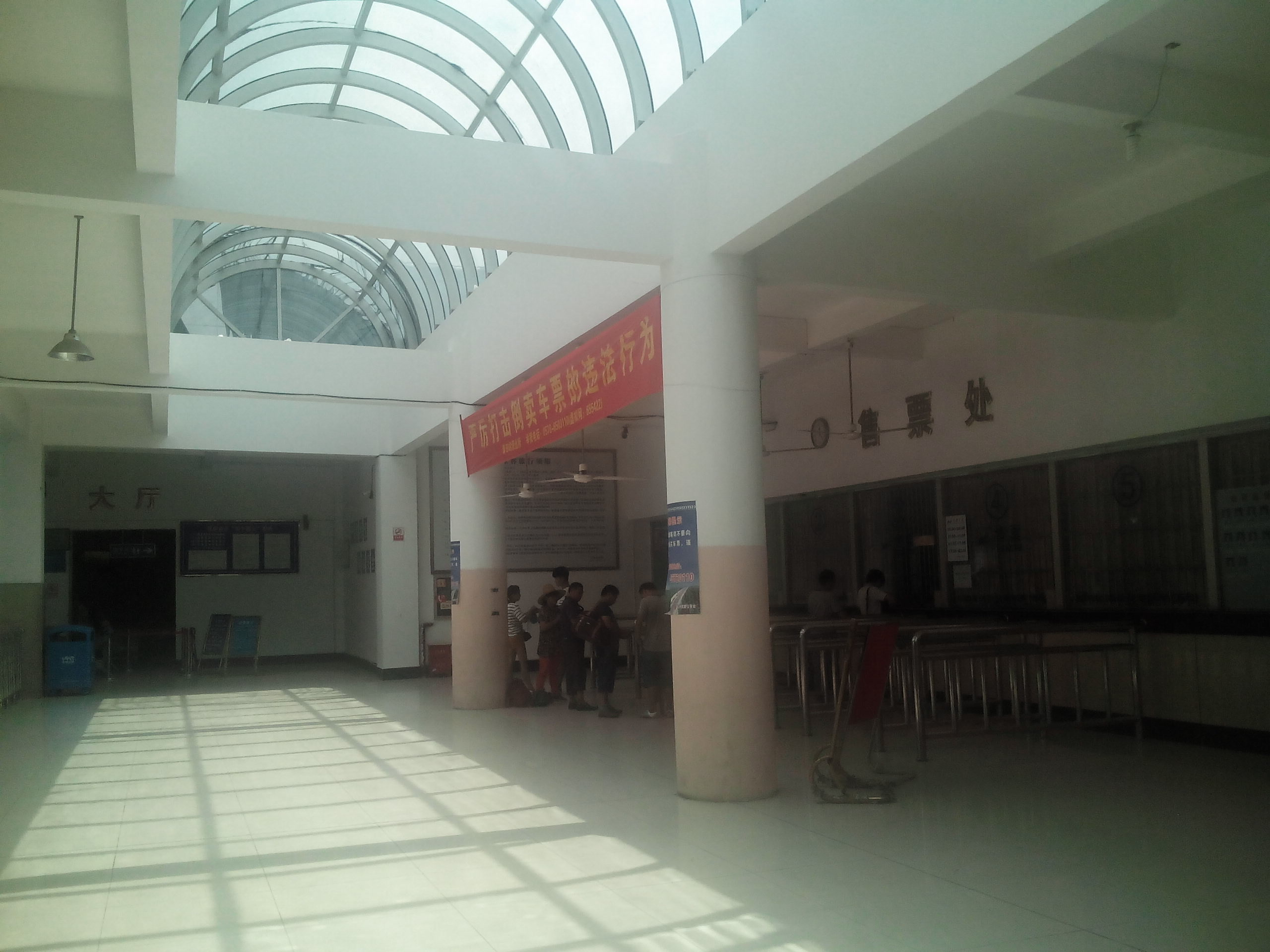
2015年的青田站，售票处位于二楼中央

青田站于1997年随原金温铁路缙温段开通而启用。2009年，青田站曾开行前往杭州东的K8361/4、K8363/2/3次列车。2010年1月20日该列车因杭州东站改造移至杭州站始发终到，同年3月11日起停运。
在金温新双线建设的同时，青田站站房也于进行了站改工程。站改分为站场和站房改造两部分：站场改造于2015年4月开始，改造期间所有旅客列车改至3站台到发；站房的改造于2015年9月启动，改变了原有车站的布局，将售票处改至一层，二层的两个候车室合并为一个；增设自动售票机，进、出站闸机及综合、视频监控、空调、站房到站台的地下通道等系统。当地政府原本希望在青田站改造时能对站房外立面增加欧式元素，但最终未能成事，仅对外立面进行了粉刷。
青田站原为金温公司运输部下辖的直属车站，下辖温溪、良岸、芝溪、船寮4个中间站。2015年底新金温铁路开通前夕车站的管理权由金温公司移交给上海铁路局金华车务段，货场则搬迁至温溪站。2016年1月1日起芝溪、船寮、良岸3个车站改由货运中心丽水经营部管辖（原丽水车站）。温溪站则于2018年7月20日更名为青田东站，继续为金温公司下辖的车站之一。

## 车站结构

### 站房
青田站站房建于1997年，高32.25米，共5层，总建筑面积3000平方米。站房外立面设有罗马柱、圆顶等，为欧式建筑风格，以凸显青田“侨乡”的特点。车站一层为售票处、出站口和商铺，进站口位于一层正中；车站二层为候车室，西侧设有实名验证和安检设备，东侧设有休息座椅和验票闸机。
- 售票处
- 候车室
- 候车室西侧
- 检票口外的地道入口

### 站场
青田站目前为二台五线车站。其中1站台供新金温铁路下行列车以及金温铁路普速列车使用，站台上设有值班室，站台南侧设有栏杆；2站台供新金温铁路上行列车使用，两座站台间设有2条新金温铁路通过线。此外，在1站台和站房间还设有一条金温铁路正线和一座未编号的侧式站台，站台上设有地道入口并连接站房内的检票口，供进站旅客使用。
| 站台 | 侧式站台 | 侧式站台                                                    |
| 站台 | 2站台    | 新金温铁路 往金华南方向（陈篆站）                           |
| 站台 | 通过线   | 新金温铁路上行列车通过线                                    |
| 站台 | 通过线   | 新金温铁路下行列车通过线                                    |
| 站台 | 1站台    | 新金温铁路 往温州南方向（温州南站） 金温货线 旅客列车到发线 |
| 站台 | 侧式站台 |                                                             |
| 站台 | 正线     | 金温货线 列车通过线                                         |
| 站台 | 侧式站台 |                                                             |